# Lugarno
Lugarno är en del av en befolkad plats i Australien. Den ligger i kommunen Hurstville och delstaten New South Wales, i den sydöstra delen av landet, omkring 21 kilometer sydväst om delstatshuvudstaden Sydney. Antalet invånare är 5 707.
Runt Lugarno är det tätbefolkat, med 636 invånare per kvadratkilometer.. Närmaste större samhälle är Sydney, omkring 21 kilometer nordost om Lugarno. 
Runt Lugarno är det i huvudsak tätbebyggt. Genomsnittlig årsnederbörd är 1 507 millimeter. Den regnigaste månaden är juni, med i genomsnitt 232 mm nederbörd, och den torraste är juli, med 39 mm nederbörd.